# Stazione meteorologica di Pontebba
La stazione meteorologica di Pontebba è la stazione meteorologica di riferimento relativa alla località di Pontebba.

## Coordinate geografiche
La stazione meteo si trova nell'Italia nord-orientale, in Friuli-Venezia Giulia, in provincia di Udine, nel comune di Pontebba, a 562 metri s.l.m. e alle coordinate geografiche 46°31′N 13°18′E.

## Dati climatologici
In base alla media trentennale di riferimento 1961-1990, la temperatura media del mese più freddo, gennaio, si attesta a -2,3 °C; quella del mese più caldo, luglio, è di +18,6 °C .
| Pontebba           | Mesi | Mesi | Mesi | Mesi | Mesi | Mesi | Mesi | Mesi | Mesi | Mesi | Mesi | Mesi | Stagioni | Stagioni | Stagioni | Stagioni | Anno |
| Pontebba           | Gen  | Feb  | Mar  | Apr  | Mag  | Giu  | Lug  | Ago  | Set  | Ott  | Nov  | Dic  | Inv      | Pri      | Est      | Aut      | Anno |
| ------------------ | ---- | ---- | ---- | ---- | ---- | ---- | ---- | ---- | ---- | ---- | ---- | ---- | -------- | -------- | -------- | -------- | ---- |
| T. max. media (°C) | 0,5  | 3,4  | 8,8  | 13,5 | 17,9 | 22,3 | 24,8 | 24,4 | 20,5 | 13,8 | 7,2  | 1,3  | 1,7      | 13,4     | 23,8     | 13,8     | 13,2 |
| T. min. media (°C) | −5,1 | −3,7 | −0,3 | 3,8  | 7,5  | 10,8 | 12,5 | 12,1 | 9,9  | 5,3  | −1,1 | −3,0 | −3,9     | 3,7      | 11,8     | 4,7      | 4,1  |